# Fomitopsidaceae
Le fotimopsidacee (Fomitopsidaceae Jülich, 1982) compongono una famiglia di funghi basidiomiceti appartenente all'ordine Polyporales.

## Generi di Fomitopsidaceae
Il genere tipo è Fomitopsis P. Karst., altri generi inclusi sono:
- Amylocystis
- Amyloporiella
- Anomoporia
- Antrodia
- Auriporia
- Buglossoporus
- Climacocystis
- Dacryobolus
- Daedalea
- Donkioporia
- Durogaster
- Gilbertsonia
- Ischnoderma
- Laetiporus
- Lasiochlaena
- Neolentiporus
- Parmastomyces
- Phaeolus
- Piptoporus
- Postia
- Ptychogaster
- Pycnoporellus
- Rhodonia
- Sporotrichum
- Wolfiporia